# الرجل الرمادي
الرجل الرمادي (بالإنجليزية: The Gray Man) هو فيلم أكشن إثارة أمريكي لعام 2022 من إخراج الأخوان روسو، أصدر الفيلم مسرحيًا في 15 يوليو 2022، وتم إصداره على نتفليكس في 22 يوليو. يستند الفيلم على رواية عام 2009 (الرجل الرمادي) للروائي مارك غريني.

## فريق التمثيل
- ريان جوسلينج بدور "سييرا ستة" ، قاتل العمليات السوداء في وكالة المخابرات المركزية الذي أُجبر على الهروب بعد الكشف عن أسرار تدين الوكالة.
- كريس إيفانز بدور "لويد هانسن" ، عميل سابق في وكالة المخابرات المركزية مضطرب نفسيًا تعاقد مع "كارمايكل" للقبض على "سييرا ستة".
- آنا دي أرماس بدور "داني ميراندا" ، عميلة وكالة المخابرات المركزية و تتحالف مع "سييرا ستة".
- جيسيكا هينويك في دور "سوزان بروير"
- ريج جان بايدج بدور "ديني كارمايكل"

## روابط خارجية
- الرجل الرمادي على موقع IMDb (الإنجليزية)
- الرجل الرمادي على موقع ميتاكريتيك (الإنجليزية)
- الرجل الرمادي على موقع روتن توميتوز (الإنجليزية)
- الرجل الرمادي على موقع نتفليكس (الإنجليزية)
- الرجل الرمادي على موقع ألو سيني (الفرنسية)
- الرجل الرمادي على موقع فيلمافينيتي (الإسبانية)
- الرجل الرمادي على موقع قاعدة بيانات الأفلام السويدية (السويدية)
- الرجل الرمادي على موقع قاعدة بيانات الفيلم (الإنجليزية)
- الرجل الرمادي على موقع ليتربوكسد (الإنجليزية)
- الرجل الرمادي على موقع كينوبويسك (الروسية)